# Diretta televisiva
La diretta televisiva (semplicemente diretta se è chiaro il contesto televisivo) è l'insieme delle attività di produzione (riprese, trasmissione) di un evento televisivo simultaneamente al suo svolgersi.
Viene anche chiamata, con termine anglosassone, live o ripresa live, ed è associata spesso a informazione, sport, spettacolo e attualità, in particolare, riguardo quest'ultima categoria, per quei programmi televisivi che prevedano anche interazione telefonica o telematica con gli spettatori.

## Approfondimento
La televisione nasce in diretta in quanto il primo videoregistratore commerciale (professionale e ad esclusivo uso delle emittenti televisive in quanto di altissimo costo), il Quadruplex, viene commercializzato nel 1956, anche se esistevano però due apparecchiature per trasmettere contenuti preregistrati in televisione: il te lecinema, che permetteva di trasmettere in televisione un filmato preregistrato inciso su pellicola cinematografica, e il vidigrafo, che permetteva di registrare su pellicola cinematografica un programma televisivo. Il telecinema era utilizzato per trasmettere film in televisione o contributi girati in pellicola per il telegiornale (negli Stati Uniti invece si faceva largo uso del telecinema anche per altri tipi di programmi televisivi per ovviare al problema dei diversi fusi orari della nazione), mentre il vidigrafo veniva utilizzato quasi esclusivamente per registrare un programma televisivo in diretta al fine di mantenerne una memoria storica (ecco perché la RAI possiede pochissime registrazioni dei programmi dei primi anni di televisione e tutte su pellicola cinematografica).
Nei primi anni, prima dell'avvento della videoregistrazione, la diretta era più frequente per i programmi prodotti specificamente per la televisione. Dopo la nascita della videoregistrazione invece si iniziò a fare un largo uso di programmi pre-registrati (differita). Oggi la diretta televisiva viene utilizzata principalmente per eventi sportivi e telegiornali, ma anche diffusamente per programmi di intrattenimento.

## Storia
Il primo evento ad essere trasmesso in diretta nella storia della televisione, il 4 settembre 1951, fu un momento della Conferenza di pace di San Francisco, che avrebbe portato alla firma del Trattato di pace con il Giappone. La diretta, però, diventò un evento internazionale con l'introduzione della mondovisione, un sistema di trasmissione simultanea in numerosi Paesi per mezzo del satellite Telstar inaugurato nel 1962. Il 2 giugno 1953, con l'incoronazione di Elisabetta II del Regno Unito, esordì l'Eurovisione, un organismo internazionale di coordinamento tra i paesi europei per la trasmissione simultanea di programmi televisivi, che permise di trasmettere l'evento in tutto il mondo. Il 6 giugno 1954 l'Eurovisione esordì in Italia.
In Italia la diretta televisiva fu inaugurata nel 1954 con la Rai, con la trasmissione del Carnevale di Viareggio. La prima diretta televisiva dal Parlamento fu l'elezione di Giovanni Gronchi alla Presidenza della Repubblica, avvenuta il 29 aprile 1955.
Dal 1991, con la legge Mammì, anche le reti Fininvest (Canale 5, Italia 1 e Rete 4) e altre reti private sono autorizzate a trasmettere in diretta.